# Drezna (město)
Drezna (rusky Дрезна) je město v Moskevské oblasti v Ruské federaci. Při sčítání lidu v roce 2010 měla bezmála dvanáct tisíc obyvatel.

## Poloha
Drezna leží na stejnojmenné říčce, přítoku Kljazmy v povodí Oky. Od Moskvy, hlavního města federace, je vzdálena přibližně 83 kilometrů východně.

## Dějiny
Drezna vznikla v roce 1897 jako dělnické sídlo u textilky. Od 7. října 1940 je městem.

### Rodáci
- Igor Novikov (1929–2007), moderní pětibojař
- Dmitrij Viktorovič Gubernijev (* 1974), televizní moderátor a sportovní komentátor